# يوليوس لا روزا
يوليوس لا روزا (بالإنجليزية: Julius La Rosa)‏ هو ضابط ومغني أمريكي، ولد في 2 يناير 1930 في بروكلين في الولايات المتحدة، وتوفي في 12 مايو 2016 في كريفيتز في الولايات المتحدة بسبب مرض.

## وصلات خارجية
- الموقع الرسمي
- يوليوس لا روزا على موقع IMDb (الإنجليزية)
- يوليوس لا روزا على موقع ميوزك برينز (الإنجليزية)
- يوليوس لا روزا على موقع ديسكوغز (الإنجليزية)
- يوليوس لا روزا على موقع قاعدة بيانات الفيلم (الإنجليزية)